# 어리굴나방과
어리굴나방과(Tischeriidae)는 나비목에 속하는 단문류 나방 과이다. 어리굴나방상과(Tischerioidea)의 유일한 과이다. 전통적으로 이 상과에는 어리굴나방속(Tischeria)만을 분류하였으나 최근에 3개 속을 추가로 분류하고 있으며, 오스트레일리아를 제외하고 남아메리카를 포함하여 전 세계적으로 분포한다(Puplesis and Diskus, 2003).